# Brian Robiskie
(en) Statistiques sur pro-football-reference
Brian Anthony Robiskie (né le 3 décembre 1987 à Los Angeles) est un joueur américain de football américain. Il joue actuellement avec les Titans du Tennessee.

## Lycée
Robiskie joue à la Chagrin High School où il établit de nombreux records au poste de wide receiver.

## Carrière

### Université
Lors de ses deux premières saisons à l'université d’État de l'Ohio, il n'est utilisé que rarement mais lors du match opposant Ohio State au Michigan (grande rivalité universitaire), il attrape et marque le touchdown gagnant en 2006. Ce touchdown permet à Brian d'être nommé titulaire la saison suivante, saison où il permet aux Buckeyes d'aller jusqu'au match de championnat national BCS.

### Professionnel
Brian Robiskie est sélectionné au second tour du draft de la NFL de 2009 par les Browns de Cleveland au trente-sixième choix. Lors de sa première saison (rookie), il joue onze matchs dont un comme titulaire mais ne marque aucun touchdown. Il gagne une place de titulaire en 2010, jouant quatorze matchs et en commençant onze ; il reçoit lors de cette saison vingt-neuf balles pour 310 yards et trois touchdowns.
Le 2 novembre 2011, il intègre l'équipe des Jaguars de Jacksonville où il nous joue aucun match avec cette équipe. Le 24 octobre 2012, il signe avec les Lions de Détroit mais il se contente d'un poste de titulaire occasionnel.

## Famille
Brian est le fils de Terry Robiskie, entraineur des wide receivers et entraineur en chef.